# Abborrtjärnen (Stensele socken, Lappland, 724729-154177)
Abborrtjärnen är en sjö i Storumans kommun i Lappland och ingår i Umeälvens huvudavrinningsområde. Sjön har en area på 0,082 kvadratkilometer och ligger 367,2 meter över havet.

## Delavrinningsområde
Abborrtjärnen ingår i det delavrinningsområde (724824-154185) som SMHI kallar för Mynnar i Storuman. Medelhöjden är 420 meter över havet och ytan är 19,05 kvadratkilometer. Räknas de 13 avrinningsområdena uppströms in blir den ackumulerade arean 116,96 kvadratkilometer. Ängesbäcken (Storbäcken) som avvattnar avrinningsområdet har biflödesordning 2, vilket innebär att vattnet flödar genom totalt 2 vattendrag innan det når havet efter 290 kilometer. Avrinningsområdet består mestadels av skog (89 procent). Avrinningsområdet har 0,46 kvadratkilometer vattenytor vilket ger det en sjöprocent på 2,4 procent.